# Hanabi ~Kimi ga Ita Natsu~
Singles de ZONE
True Blue / Renren...
(2003) Boku No Tegami
(2003)
H.A.N.A.B.I ~Kimi ga Ita Natsu~ est le 10e single major du groupe ZONE sous le label Sony Music Records et le 11e en tout, sorti le 30 juillet 2003 au Japon. Il arrive 3e à l'Oricon et reste classé 8 semaines pour un total de 77 000 exemplaires vendus dans cette période. Le CD contient une version solo de chaque membre.
H.A.N.A.B.I ~Kimi ga Ita Natsu~ se trouve sur l'album N, sur la compilation E ~Complete A side Singles~ et sur l'album en hommage au groupe ZONE Tribute ~Kimi ga Kureta Mono~.

## Liste des titres
Les paroles et la musique ont été composées par Machida Norihiko (町田紀彦).
| 1. | H.A.N.A.B.I ~Kimi ga Ita Natsu~ (H・A・N・A・B・I ～君がいた夏～)                             | 4:22 |
| 2. | H・A・N・A・B・I ~Kimi ga Ita Natsu~ (TAKAYO Ocean Version) (H・A・N・A・B・I ～君がいた夏～) | 6:05 |
| 3. | H・A・N・A・B・I ~Kimi ga Ita Natsu~ (MIYU Ocean Version) (H・A・N・A・B・I ～君がいた夏～)   | 6:07 |
| 4. | H・A・N・A・B・I ~Kimi ga Ita Natsu~ (MAIKO Ocean Version) (H・A・N・A・B・I ～君がいた夏～)  | 6:04 |
| 5. | H・A・N・A・B・I ~Kimi ga Ita Natsu~ (MIZUHO Ocean Version) (H・A・N・A・B・I ～君がいた夏～) | 6:08 |
| 6. | H・A・N・A・B・I ~Kimi ga Ita Natsu~ (backing track) (H・A・N・A・B・I ～君がいた夏～)        | 4:20 |